# Litoria humboldtorum
Litoria humboldtorum es una especie de anfibio anuro de la familia Pelodryadidae.

## Distribución geográfica
Esta especie es endémica del oeste de Nueva Guinea en Indonesia. Habita en la provincia de Papua entre los 620 y 1050 m de altitud en las Islas Yapen y alrededor de los 500 m de altitud en las montañas de Foja.

## Etimología
Esta especie lleva el nombre en honor a Wilhelm von Humboldt y Alexander von Humboldt.

## Publicación original
- Günther, 2006 : A remarkable new species of the genus Litoria (Amphibia, Anura, Hylidae) from north-western New Guinea. Mitteilungen aus dem Museum für Naturkunde in Berlin - Zoologische Reihe, vol. 82, n.º 1, p. 179-190.[5]